# Ivan Asen I.
Ivan Asen I. (bugarski Иван Асен I) († 1196.) bio je car Bugarske 1187./1188. – 1196. kao suvladar svog brata, Petra II. Ivan je imao barem jednu sestru te još jednog brata, Kalojana, a bio je ujak cara Borila. Prema kronikama napisanim u 13. stoljeću, Ivan je bio Vlah.
Poznat i kao Belgun, Ivan je vjerojatno bio sin bogatog pastira. Petar — poznat i kao Teodor — i Ivan Asen sastali su se 1185. godine s bizantskim carem Izakom II. Angelom. Cilj sastanka, održanog u Trakiji, bilo je dobivanje imanja. Nakon što je car odbio dati imanje Ivanu i Petru, oni su podigli ustanak protiv Bizantskog Carstva. Petar je okrunjen za cara, ali ga je Izak pobijedio 1186. Iste godine, Petar i Ivan su ponovno napali Bizantince te je sklopljeno primirje. Ipak, Ivan je nastavio napadati bizantske teritorije.
Ivana je ubio boljar Ivanko 1196.

## Djeca
Djeca Ivana I.:
- Ivan Asen II.
- Aleksandar